# Mohamed Al Zeno
Mohamed Al Zeno (Aleppo, 5 febbraio 1983) è un calciatore siriano, attaccante dell'Al-Hussein.

## Carriera

### Club
Comincia a giocare all'Al-Shorta. Nel 2004 passa all'Al-Jaish. Nel 2007 viene acquistato dall'Al-Majd. Nel 2009 si trasferisce in Iran, al Rah Ahan. Nel gennaio 2010 passa all'Al-Arabi, squadra della massima serie kuwaitiana. Nell'estate 2010 torna in patria, all'Al-Karamah. Nel gennaio 2011 viene acquistato dall'Al-Naser, squadra della massima serie kuwaitiana. Nell'estate 2011 passa all'Al Salmiya. Nel 2013 si trasferisce in Oman, al Saham Club. Nel 2014 passa al Mu'aidher, squadra qatariota. Nel 2016 viene acquistato dai giordani dell'Al-Hussein.

### Nazionale
Ha debuttato in Nazionale nel 2004. Ha messo a segno la sua prima rete con la maglia della Nazionale il 21 agosto 2007, nell'amichevole Kirghizistan-Siria (1-4), in cui ha siglato la rete del momentaneo 1-3. Ha messo a segno la sua prima doppietta con la maglia della Nazionale l'8 ottobre 2007, in Siria-Afghanistan (3-0), in cui ha siglato la rete dell'1-0 e la rete del definitivo 3-0. Ha partecipato, con la Nazionale, alla Coppa d'Asia 2011. Ha collezionato in totale, con la maglia della Nazionale, 45 presenze e 17 reti.